# خنده مرغ دریایی
خندهٔ مرغ دریایی (ایسلندی: Mávahlátur) فیلمی ایسلندی به کارگردانی آگوست گودموندسون است که در سال ۲۰۰۱ منتشر شد. وقایع فیلم در هافنارفیورذور در حومهٔ ریکیاویک رخ می‌دهد. این فیلم نمایندهٔ کشور ایسلند جهت رقابت برای جایزه اسکار بهترین فیلم بین‌المللی در هفتاد و چهارمین دوره جوایز اسکار بود، اما به فهرست نهایی منتخبان راه نیافت.